# Thoracosperma puberulum
Thoracosperma puberulum là một loài thực vật có hoa trong họ Thạch nam. Loài này được (Klotzsch) N.E. Br. miêu tả khoa học đầu tiên năm 1906.